# На чужбине
На чужбине — рассказ Чехова. Написан в 1885 году.

## Публикации
Рассказ А. П. Чехова «На чужбине» написан в 1885 году, впервые опубликован в 1885 году в литературно-художественном журнале «Осколки» № 41 от 12 октября с подписью А. Чехонте. В 1885 году рассказ был запрещен цензором «Осколков», разрешен к изданию только после повторного рассмотрения в цензурном комитете. В 1887 году рассказ напечатан в сборнике «Невинные речи», вошёл в собрание сочинений писателя, издаваемое А. Ф. Марксом.
При жизни Чехова рассказ переводился на болгарский, венгерский, немецкий, польский, румынский, сербскохорватский, французский и чешский языки.

## История написания
В рассказе Чехова прослеживаются его воспоминания из детства. Бабушкой писателя была крепостная крестьянка из семьи коневодов Ефросинья Емельяновна Шимко (1798—1878). Бабушка была простодушна, верила в Бога и нечистую силу. По воспоминаниях сестры писателя, Марии Павловны Чеховой, в рассказе Чехова «На чужбине» нашло отражение следующее: «Как-то в Больше-Княжеской на престольный праздник Егор Михайлович был приглашен с нею на обед к хозяйке — графине Платовой. Подали раков. Бабка, желая показать свою благовоспитанность, хотела рака взять с блюда вилкой. Егор Михайлович толкал ее локтем и ногою под столом, но ничего не достиг. Пришлось объяснить словами…».

## Критика
Л. Н. Толстой относил «На чужбине» к числу лучших рассказов Чехова.
Современные исследователи творчества Чехова отмечают, что писатель за основу национальной характеристики персонажа берёт стереотипное описание представителя той или иной культуры. Примером этого является образ француза в рассказе «На чужбине» — маленький, патриот и душится. При этом у автора звучит тема превосходства своего над
чужим.

## Персонажи
- Камышев, помещик, любитель «празднословить».
- Альфонс Людовикович Шампунь, старый француз, бывший гувернер Камышева.

## Сюжет
Действие рассказа происходит в доме богатого помещика Камышева. У него живет старый француз, бывший гувернер Шампунь. Когда-то он учил детей помещика французскому языку, хорошим манерам и танцам. А теперь его обязанности, как и жалованье, неопределённы. Его задачей является хорошо одеваться, пахнуть духами и выслушивать разговоры Камышева.
За завтраком Камышев рассуждает о Франции и французах. По его мнению, Франция настолько небольшая страна, что её можно объездить за один день. О французах и отношении к ним он говорит так: «Никто не любит французской, разве только одни французы. А французу что ни подай — всё съест: и лягушку, и крысу, и тараканов… Вам, например, эта ветчина не нравится, потому что она русская, а подай вам жареное стекло и скажи, что оно французское, вы станете есть и причмокивать…». Сравнивая русских и французов, Камышев считает, что французы любят хвастаться, что у них «ум приобретенный, из книг, а у нас ум врожденный». Он также считает, что французы безнравственны и «живут как собаки». Камышев думает, что «французы манерные», не позволяют невежества, раков не станут есть вилкой, не плюют на пол, но в них нет особого духу. Такие разговоры не нравятся французу, он обижается и решает уехать на Родину.
В обед Камышев остался без собеседника и стал выяснять — что делает француз. А француз Шампунь в это время укладывал чемодан. При виде этого, Камышев сообщил французу, что он потерял его паспорт, а без паспорта тот никуда не уедет и окажется в кандалах. Француз в отчаянии, но Камышев его успокаивает, сказав, что он пошутил и просит не принимать близко к сердцу его разговоры. Он со всеми ведёт себя так и велит брать пример с арендатора Лазаря Исакича. А Лазаря Исакича Камышев как только не называет — и жидом, и пархом, и «свинячье ухо из полы делает», и за пейсы хватает, а тот ни на что не обижается. Шампунь успокаивается и идет обедать. За обедом история повторяется.

## Экранизация
- 1998 — новелла «На чужбине» в шестой серии телесериала «Чехов и Ко». В ролях: Олег Ефремов — помещик Камышов; Уильям Роузий — Альфонс Шампунь
- «На чужбине». В ролях: Валентин Гафт и Евгений Евстигнеев. Кадры из телевизионной передачи "Снег идёт"